# Antonio Ricciardello
Antonio Ricciardello (Messina, 27 luglio 1986) è un pallavolista italiano.
Gioca nel ruolo di schiacciatore nella New Mater Volley.

## Carriera
La carriera di Antonio Ricciardello inizia nel Volley Brolo, in Serie B2, nel 2004; nella stagione 2005-06 fa il suo esordio tra i professionisti, vestendo la maglia del Taranto Volley in Serie A2, con la quale resta per due stagione, giocando anche in Serie A1 a seguito della promozione. Nella stagione 2007-08 torna nuovamente nella squadra di Brolo.
Nell'annata 2008-09 passa al Taranto Volley nella massima divisione nazionale, dove resta per due campionati. Nella stagione 2010-11 veste la maglia del Sorrento Volley, in Serie B1.
Nella stagione 2011-12 viene ingaggiato dalla New Mater Volley di Castellana Grotte, con la quale vince la Coppa Italia di Serie A2 ed ottiene la promozione in Serie A1.

## Palmarès

### Club
- Coppa Italia di Serie A2: 1

2011-12